# Franz Anton Rußwurm

Franz Anton Russwurm (1831–1881). Photographie von Franz Neumayer, München. um 1874

Franz Anton Rußwurm (* 29. Dezember 1831 in Amberg; † 10. August 1881 in Regensburg) war ein katholischer Geistlicher und Mitglied des Deutschen Reichstags.
Rußwurm war Pfarrer, Dekan, Distriktsschulinspektor (wohnhaft in Theuern, Oberpfalz) und Domkapitular in Regensburg.
Nach seiner Schulzeit am Gymnasium in Amberg studierte er am Lyceum Amberg und am Lyceum Regensburg katholische Theologie.
Er wurde 1874 für den Wahlkreis Oberpfalz 2 (Amberg, Nabburg, Sulzbach, Eschenbach) für das Zentrum in den Deutschen Reichstag gewählt, dem er bis 1881 angehörte. Von 1869 bis 1881 war er auch Mitglied der bayerischen Abgeordnetenkammer für den gleichen Wahlkreis.